# Белых, Любовь Алексеевна
Любовь Алексеевна Белых (род. 1961, Кострома) — Член Союза художников СССР с 1988 года, Член-корреспондент Российской академии художеств.

## Биография
Родилась в г. Костроме в 1961 г. в семье художников.
В 1974—1979 гг. училась в Московской средней художественной школе.
В 1980—1986 гг. продолжала обучение в Ленинградском институте им. И. Е. Репина, в мастерской монументальной живописи.
В 1987—1990 гг. работала в творческих мастерских Академии художеств СССР в Москве.
Член Союза художников СССР с 1988 г.
В 2009 году избрана Почётным академиком Российской академии художеств.
В 2011 году награждена Почетной грамотой Министерства культуры Российской Федерации.
В 2016 году награждена Серебряной медалью Российской академии художеств.
В 2019 присвоено звание Член-корреспондент Российской академии художеств.
Участница всесоюзных, персональных, республиканских и других выставок с 1980 г.

## Персональные выставки
- 1980 Кострома (Педагогический институт)
- 1994 Кострома (Галерея Сирин)
- 1995 Мюнхен (ФРГ/Haus der Begegnung)
- 1996 Байербрунн (ФРГ/Галерея Werkstatt)
- 1997 Вольфратсхаузен (ФРГ/Культурный центр Loisaschhalle)
- 1999 Амбах (ФРГ/Wiedermann-Klinik)
- 2000 Судиславль (Костромская область. Городской музей)
- 2002 Кострома (Художественный музей)
- 2002 Мюнхен (Резиденция Генерального консула России)
- 2003 Москва (Центральный дом художника)
- 2005 Линдау (ФРГ/Galerie im Innenhof)
- 2006 Москва (Центральный дом художника)
- 2007 Герольдсберг (ФРГ/Галерея Kunst bei Kannegiesser)
- 2008 Кострома (Художественный музей)
- 2009 Москва (РАХ)
- 2010 Мюнхен
- 2011 Иршенхаузен (ФРГ/Галерея Hollerhaus)
- 2014 Нюрнберг (ФРГ/ Галерея Pyramide)
- 2014 Иршенхаузен (ФРГ/Галерея Hollerhaus)
- 2015 Майкоп (Филиал Государственного музея Востока)
- 2016 Тула (Государственный художественный музей)
- 2016 Кострома (Выставочный зал Дома художника)
- 2016 Судиславль (Филиал Костромского художественного музея)
- 2017 Иршенхаузен (ФРГ/Галерея Hollerhaus)
- 2018 Москва (МОСХ России)
- 2018 Москва (Совет Федерации Федерального собрания Российской Федерации)
- 2018 Старнберг (ФРГ) Галерея KUNSTKABINETT)
- 2019 Москва (Товарищество живописцев МСХ, Галерея живописного искусства)
- 2019 Москва (Департамент культуры г. Москвы, Галерея Нагорная)
- 2019 Вольфратсхаузен (ФРГ, Бавария. Областная клиника)
- 2021 Иршенхаузен (ФРГ/Галерея Hollerhaus) https://new.rah.ru/exhibitions/detail.php?ID=57343
- 2022 Геретсрид (ФРГ/ Galerie an der Elbestrasse)
- 2022 Москва "Запечатленные мгновения" (Выставочный зал на Беговой)

Картины находятся в Костромском музее изобразительных искусств, в Тульском Государственном художественном музее, в Северокавказском филиале Государственного музея востока в городе Майкоп, в музее современного искусства в Москве, в Санкт-Петербургском музее Академии художеств, в отечественных и зарубежных частных собраниях.
www.ljubov-belych.com